# Mielegiany
Mielegiany (lit. Mielagėnai) – miasteczko na Litwie, w okręgu uciańskim, w rejonie ignalińskim, siedziba starostwa Mielegiany, 17 km na północny zachód od Hoduciszek i 24 km na wschód od Ignaliny, 286 mieszkańców (2001). 
Znajduje się tu kościół katolicki z XVIII wieku, szkoła podstawowa, poczta i biblioteka. W czasie buntu Żeligowskiego miejscowość znalazła się na obszarze Litwy Środkowej i zajęta przez wojsko polskie. W okresie międzywojennym w granicach II RP w powiecie święciańskim, siedziba gminy Mielegiany.
Od 2008 roku miejscowość posiada własny herb nadany dekretem Prezydenta Republiki Litewskiej.